# Listă de scriitori camerunezi
Aceasta este o listă de scriitori camerunezi.

## A
- Séverin Cécile Abega (1955–2008)
- Therese Assiga Ahanda

## B
- Philomène Bassek (* 1957)
- Francis Bebey (1929–2001)
- Virgine Belibi
- Monique Bessomo (* 1954)
- Mongo Beti (1932–2001)
- Calixthe Beyala (* 1961)
- Angeline Solange Bonono

## D
- Marie Claire Dati Sabze
- Lydie Dooh Bunya (* 1933)

## E
- Marie Félicité Ebokea
- Stella Engama (* 1955)
- Nathalie Etoké (* 1977)
- Elisabeth Ewombe-Moundo

## F
- Mercedes Fouda

## G
- Benjamin Guifo

## H
- Corinne Happy (* 1958)

## K
- Gaston Kelman (*1963)
- Marie-Angèle Kingué
- Bassek Ba Kobhio (*1957)

## M
- Léonora Miano (* 1976)
- Thérèse Kuoh Moukoury (* 1938)
- Amie-Claire Matip (* 1938)
- Marie Charlotte Mbarga Kouma (* 1941)
- Régine Mfoumou-Arthur (* 1972)
- Jeanne Mgo Maï (* 1933)
- Evelyne Mpudi Ngnole (* 1953)

## N
- Justine Nankam
- Adamou Ndam Njoya (*1942)
- Alix Ndefu (* 1974)
- Hubert Mono Ndjana (*1946)
- Patrice Nganang (* 1970)
- Geneviève Ngosso Kouo
- Marie Julie Nguetse
- Mzamane Nhlapo
- Simon Njami (*1962)
- Claude Njiké-Bergeret (*1943)
- Josette Evelyne Njock
- Rabiatou Njoya (* 1945)

## O
- Ferdinand Oyono (1929–2010)

## P
- Grace Emmanuelle Peh

## T
- Yonko Nana Tabitha
- Élizabeth Tchoungui (*1974)
- Bertrand Teyou

## W
- Werewere-Liking Gnepo (* 1950)

## Y
- Yémy (* 1975)

## Z
- Julienne Zanga (* 1973)
- Delphine Zanga Tsogo (* 1935)